# Busurgmehr Jorow
Busurgmehr Jorow (russisch Бузургмехр Ёров, englisch Buzurgmehr Yorov, tadschikisch Бузургмеҳр Ёров; geb. 9. Juli 1971) ist ein tadschikischer Menschenrechtsanwalt und Mitglied der Sozialdemokratischen Partei. Seit den 2000er Jahren vertrat Jorow als Leiter der Anwaltskanzlei Sipar in einer Reihe von hochkarätigen Rechtsfällen Personen, die von der tadschikischen Regierung wegen politisch motivierter Anschuldigungen verfolgt wurden. In der Folge geriet er selbst zunehmend ins Fadenkreuz der staatlichen Organe. In mehreren Prozessen ab 2016 wurde er zu insgesamt 28 Jahren Haft verurteilt.

## Anwaltstätigkeit
Im Jahr 2011 vertrat er den prominenten religiösen Vertreter und ehemaligen Senator Akbar Turajonzoda, als dieser den Vorsitzenden des staatlich unterstützten Rates der ʿUlamā' (islamische Gelehrte) wegen Verleumdung verklagte. Hintergrund war das harte Vorgehen der Regierung gegen die Brüder Turajonzoda, die häufig die staatliche Religionspolitik kritisierten. Im Jahr 2013 vertrat Jorow Muhiddin Kabirij, den Führer der Partei der Islamischen Wiedergeburt (IRPT) und Mitglied des Landesparlaments, der vom Bürgermeisteramt Duschanbes wegen seiner Kritik an massiven Abholzungsaktionen in der Hauptstadt verklagt worden war. 2014 vertrat Jorow Fakhriddin Zokirov, einen anderen tadschikischen Anwalt, der wegen angeblicher Urkundenfälschung verhaftet worden war, offenbar als Vergeltung für die Vertretung des Geschäftsmanns und Politikers Said Saidow. Er bot auch an, Alex Sodiqov zu vertreten, einen in Kanada lebenden Doktoranden, der von den tadschikischen Behörden festgenommen und wegen Spionage und Verrat angeklagt worden war, als er im Juni 2014 in Tadschikistan forschte. Sodiqovs Familie lehnte das Angebot ab, da sie befürchtete, dass die Mitgliedschaft Jorows in einer Oppositionspartei den Fall politisieren könnte.

## Verhaftung und internationale Reaktion
Im September 2015 wurde die IRPT als terroristische Organisation eingestuft und in Tadschikistan verboten und rund 200 ihrer Mitglieder verhaftet. Busurgmehr Jorow übernahm die Vertretung mehrerer hochrangiger Parteimitglieder, die unter anderem wegen Terrorismus, Anstiftung zu religiöser Feindseligkeit, Sabotage usw. verhaftet worden waren. Am 28. September 2015 gab er einer lokalen Nachrichtenagentur ein Interview, in dem er berichtete, dass eines der verhafteten und von ihm vertretenen IPRT-Mitglieder in der Untersuchungshaft gefoltert worden sei. Außerdem behauptete er, dass die Behörden im ganzen Land inhaftierten IRPT-Mitgliedern der unteren Ebene Waffen und Sprengsätze untergeschoben hätten. Schließlich gab er bekannt, dass er ein Komitee zur Verteidigung der verhafteten IRPT-Mitglieder gegründet habe. Noch am selben Tag kamen Beamte der Polizeieinheit für die Bekämpfung der organisierten Kriminalität (UBOP) in seine Anwaltskanzlei Sipar, beschlagnahmten Dokumente im Zusammenhang mit der Vertretung der verhafteten IRPT-Mitglieder und nahmen den Jorow zum Verhör mit. Am 29. September 2015 gab das tadschikische Innenministerium bekannt, dass Jorow unter dem Vorwurf des Betrugs und der Untreue, die bis auf das Jahr 2010 zurückgingen, festgenommen wurde.
Am 2. Oktober 2015 äußerte sich der Sprecher des UN-Hochkommissars für Menschenrechte besorgt über ein "zunehmendes Risiko von Menschenrechtsverletzungen" in Tadschikistan im Zusammenhang mit der gerichtlichen Verfolgung von IRPT-Mitgliedern und ihren Anwälten. Das Komitee zur Verteidigung der verhafteten IRPT-Mitglieder, das Jorow gegründet hatte, löste sich bald nach seiner Verhaftung auf. Sipar, die Anwaltskanzlei Jorows, wurde ebenfalls aufgelöst. Am 7. Oktober 2015 forderten sechs Menschenrechtsgruppen (darunter Amnesty International, die Pariser Anwaltskammer, die Vereinigung für Menschenrechte in Zentralasien, Human Rights Watch, die International Partnership for Human Rights (IPHR) und das Norwegische Helsinki-Komitee) die Behörden in Tadschikistan auf, Jorow freizulassen oder "international anerkannte Anschuldigungen" gegen ihn vorzubringen. Aus ihrer Sicht sei der Anwalt aufgrund „erfundener“ Anschuldigungen und als Strafe für die Rechtsberatung der verhafteten IRPT-Mitglieder inhaftiert worden. Angesichts einer Welle der internationalen Verurteilung und des Medieninteresses an dem Fall stuften die Behörden Jorows Fall am 14. Oktober als „streng geheim“ ein.
Eine Reihe anderer Menschenrechtsgruppen und Anwaltsvereinigungen in aller Welt verurteilten die Inhaftierung von Busurgmehr Jorow, darunter die Internationale Juristenkommission (ICJ), die Law Society of Upper Canada (LSUC), die britische Law society, und die niederländischen Lawyers for Lawyers (L4L).
Im Dezember 2015 fügten die Behörden drei neue Anklagen gegen Busurgmehr Jorow hinzu, darunter die Gründung einer extremistischen Gruppe, die öffentliche Verbreitung extremistischen Gedankenguts und die Anstiftung zu nationaler, rassistischer oder religiöser Feindseligkeit. Jeder dieser Anklagepunkte ist mit einer Haftstrafe von drei bis acht Jahren bedroht. Jorow stritt alle gegen ihn erhobenen Vorwürfe als haltlos ab.

## Prozess
Am 3. Mai 2016 wurde der Prozess gegen Jorow und einen weiteren Anwalt, Nuriddin Makhkamov, vor dem Bezirksgericht Ferdowsi in Duschanbe eröffnet. Er war von Anfang an durch viele Ungereimtheiten wie fehlenden Gerichtsakten oder nicht persönlich auftretende Zeugen geprägt. Nur bei der ersten gerichtlichen Anhörung im Mai 2016 waren die Medien und die Öffentlichkeit zugelassen. In der Folge waren die Öffentlichkeit, die Presse und auch Vertreter diplomatischer Vertretungen und der Organisation für Sicherheit und Zusammenarbeit in Europa (OSZE) vom Prozess ausgeschlossen. Das Stadtgericht Duschanbe verurteilte Buzurgmekhr Jorow und Nuriddin Makhkamov zu 23 bzw. 21 Jahren Haft. Sie wurden des Aufrufs „zu nationaler, rassischer, lokaler oder religiöser Feindseligkeit“, Betrugs und Aufrufs „zum gewaltsamen Umsturz der verfassungsmäßigen Ordnung der Republik Tadschikistan“ sowie "zu extremistischen Taten" für schuldig befunden. Faktisch bedeutete dies, dass sie auch nach der Haft nie mehr würden als Anwälte arbeiten können.
2014 war in Tadschikistan das Anwaltsgesetz geändert und die Kontrolle über die Anwaltschaft dem Justizministerium übertragen worden, worauf dieses mehr als 1500 Anwälten ihre Zulassung entzog, insbesondere Kritikern der Behörden. Anwälte müssen nun alle fünf Jahre eine Zulassung vom Ministerium beantragen. Die Anwaltskammer Tadschikistans zählt nur etwa 800 Mitglieder für 10 Mio. Einwohner.
Da Jorow vor seiner Verurteilung ein Gedicht eines persischen Dichters Avicenna aus dem 11. Jahrhundert verlesen hatte, klagten ihn die Behörden in der Folge wegen Missachtung des Gerichts und Beleidigung eines Regierungsbeamten an. Im März 2017 wurde Jorow deshalb zu weiteren 2 Jahren Haft verurteilt. Im August 2017 erhob der Staatsanwalt weitere Anklage gegen ihn, die schließlich zu einer Gesamtstrafe von insgesamt 28 Jahre Gefängnis führte. Seit seiner ersten Verhaftung war er immer wieder körperlicher Gewalt ausgesetzt. Im September 2017 wurde er nach Angaben von Unterstützern von Wärtern der Haftanstalt getreten und mit Armen und Schlagstöcken geschlagen, während er an einen Stuhl gefesselt war. Er habe mehrere Knochenbrüche erlitten.
2019 forderte die International Commission of Jurists (ICJ) in Genf die tadschikischen Behörden auf, die Einschüchterung von Anwälten zu beenden.
Ebenfalls 2019 wurde die Haftstrafe von Busurgmehr Jorow im Rahmen einer Massenamnestie um sechs Jahre verkürzt.
2023 wurde bekannt, dass die Ermittlungsbehörde des Innenministeriums Tadschikistans ein weiteres (viertes) Strafverfahren gegen Busurgmehr Jorow eröffnet habe. Da sich kein Anwalt für seine Vertretung bereit fand, wurde ihm von den Behörden ein Pflichtverteidiger zugeordnet, der aber nur sporadisch tätig wurde.
Im April 2023 wurde gegen Jorow eine neue Anklage wegen Betrugs erhoben, wodurch eine Verlängerung seiner bisherigen Strafe um bis zu 12 Jahre drohte. Die Anklage ging auf Aussagen eines anderen Häftlings zurück, der behauptete, er habe Jorow für juristische Dienstleistungen bezahlt, die dieser letztlich nicht erbracht habe. Jorow wies diese Behauptung zurück.

## Auszeichnungen
- 2019 Faiziniso Vohidova Menschenrechtspreis der Association of Central Asian Migrants in Europe[31]
- 2019 Nominierung für den Václav-Havel-Menschenrechtspreis[27]
- 2020 Homo-Homini-Preis[27]